# 鄂貴人
鄂貴人（がくきじん、雍正11年(1733年) - 嘉慶13年（1808年））は、清の乾隆帝の側室。姓は西林覚羅氏。満洲正白旗の出身。父は湖北布政使や甘粛、浙江、安徽、山東などの巡撫を歴任したが、塩商人に賄賂を要求してていたことを密告され、賜死をうけた鄂樂舜。雍正帝の寵臣鄂爾泰の大姪にあたる。

## 生涯
乾隆13年(1748年)、鄂常在として入宮する。
乾隆60年（1795年）、鄂貴人に晋封され、乾隆帝が嘉慶帝に譲位すると鄂太貴人となる。
嘉慶13年（1808年)、逝去し、裕陵の妃園寢に葬された。

## 伝記資料
- 『清史稿』